# Hockey Club Torino Bulls 2011
L'Hockey Club Torino Bulls 2011, già Hockey Club Torino, è una squadra di hockey su ghiaccio italiana fondata nel 1949. Ha assunto la nuova denominazione a seguito della rifondazione avvenuta nel 2011.

## Storia
L'HC Torino venne fondato verso la metà del mese di dicembre 1949 a partire dalle ceneri dell'Hockey su ghiaccio Juventus. Guidati dal presidente-giocatore ed industriale Italo Cappabianca, i primi atleti gialloblu, oltre al citato presidente, furono: Prat, Giorda, Pistamiglio, Ferreccio, Cantatore, Bergadano, Viola, Marino, Mario e Vittorio Veglia, Sorbante, Rosso, Genta, Buronzo, Fiorio, Ferro, Bertolazzi, Lolli e Garelli.
La prima partita dell'HC Torino venne disputata venerdì 6 gennaio 1950: teatro dell'esordio furono i campi da tennis dello Sporting di Torino, che, per l'occasione, vennero adeguatamente ghiacciati. In quella partita il Torino vinse in amichevole per 5-3 contro il Bardonecchia.
L'esordio in un campionato avverrà già nella stagione 1950/51, quando i gialloblu giunsero a disputare, nello storico palazzo del ghiaccio Piranesi di Milano, la finale del campionato di Serie B: a prevalere furono comunque i gardenesi dell'HC Sasslong Santa Cristina per quattro reti a zero. La serie B verrà vinta comunque nella stagione 1953/54, e il Torino salirà per la prima volta nella sua storia in serie A, dopo aver battuto nello spareggio l'Asiago Hockey, ultimo in A. Rimarrà nel massimo campionato due sole stagioni, inframezzate dallo stop dovuto alle Olimpiadi disputate a Cortina che interromperanno per una stagione il campionato di serie A.
A causa di difficoltà economiche, i presidenti di Torino e Valpellice decideranno nel 2000 di far nascere una nuova società, l'All Stars Piemonte. La fusione non fu però ben vista da parte dei tifosi di ambo le tifoserie.
La storia del Torino fu poi contraddistinta da altre 4 presenze nel massimo campionato (nel campionato 1963/64 viene ammesso dalla Commissione Tecnica dopo la rinuncia forzata dell'Alleghe Hockey; nel campionato 2003/04, dopo un nuovo accordo con il Valpellice, ha giocato invece come Torino-Valpe, ritornando in A dopo 36 anni, retrocederà ma rimarrà anche l'anno seguente in serie A, in A2 giocherà il Valpellice), dalla conquista di 3 titoli di Serie B (in alcune circostanze dovette rinunciare a salire in Serie A per problemi finanziari) e di una Coppa Dauphiné a Chamonix, dall'onorificenza della stella di bronzo al merito sportivo, oltre che da innumerevoli amichevoli internazionali ed annate più o meno positive nel campionato cadetto o in quello di Serie C.
Nel 2006 l'HC Torino chiude l'attività, dopo 57 anni di storia. Risorgerà nel 2011 ma col nuovo nome di HC Torino Bulls 2011, cambiando anche stadio: dal Torino Esposizioni la squadra gioca ora al Palasport Tazzoli. Attualmente disputa il campionato di serie C, quarto livello del campionato italiano.
Il 30 maggio 2019 la direzione annuncia la fine della collaborazione durata 5 anni con l'allenatore Zdenek Kudrna e il nuovo coach: lo Slovacco Marek Babic.
Il 30 maggio 2014 durante la partitella di beneficenza fra genitori e figli dei Torino Bulls, un grave lutto ha colpito la società: l'allenatore e giocatore Stefano Cervar, 42 anni, è stato colto da emorragia cerebrale in pista. L'incidente, accorso sul ghiaccio mentre Stefano si stava recando in panchina, è stato improvviso. Stefano ha immediatamente perso conoscenza senza più riprenderla, spegnendosi il 1º giugno 2014 presso l'ospedale Molinette di Torino.

## Sezione femminile

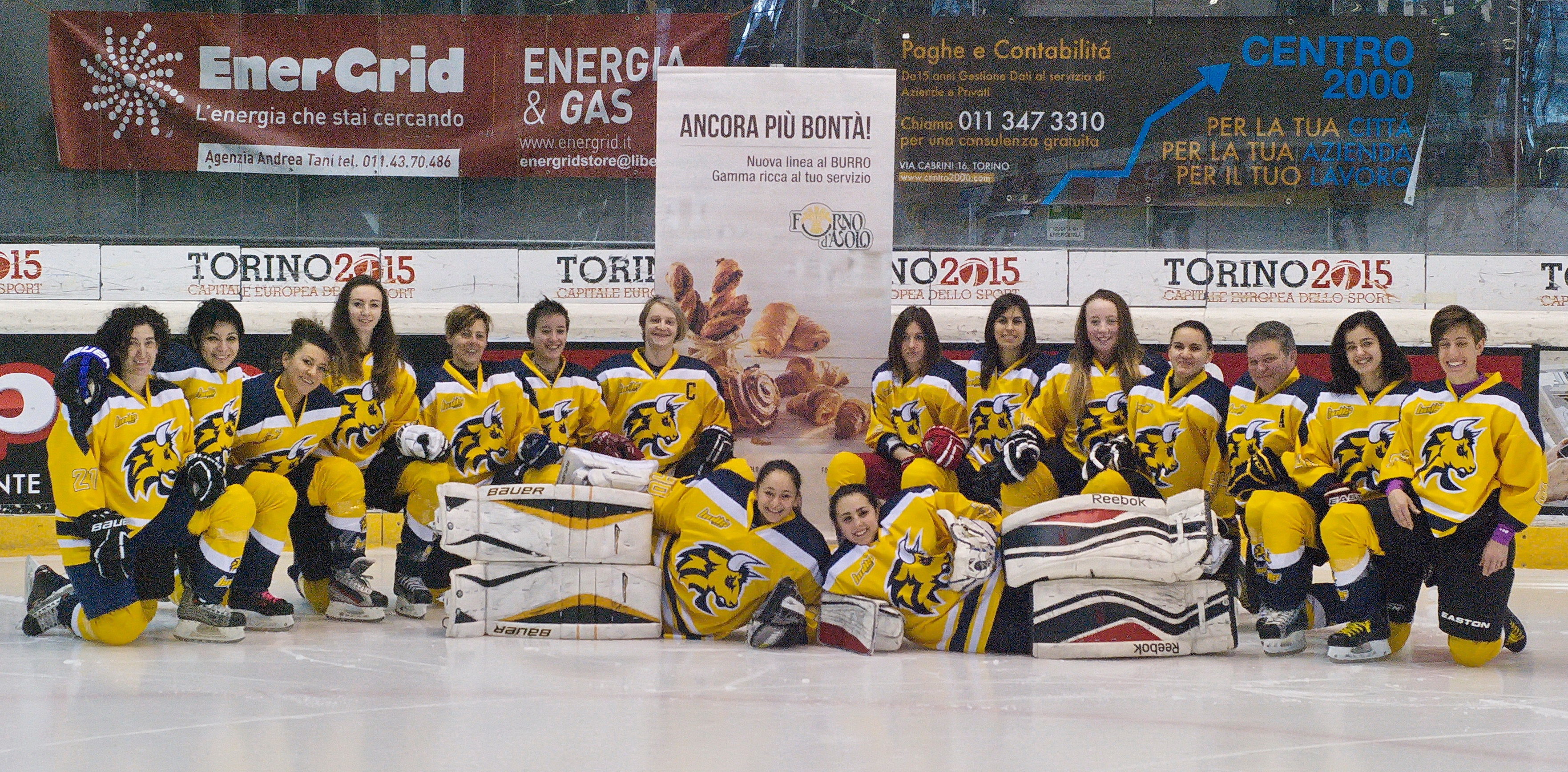
La squadra femminile nel 2016

Nel 2014 la Società decide di iscriversi al Campionato italiano di hockey su ghiaccio femminile con i seguenti risultati:
- 2014-15: 4º posto
- 2015-16: 2º posto
- 2016-17: 3º posto
- 2017-18: 3º posto
- 2018-19: 3º posto

## Roster 2013/14

### Portieri
- 94  Federico Pratesi
- 31  Paolo Marozzi
- 30  Sandro Battiston

### Difensori
- 91  Samuel Zancanaro
- 27  Andrea Polla
- 55  Marco Tremolaterra
- 57  Gabriele Bonnet
- 13  Edoardo Filipello

### Attaccanti
- 50  Andrea Pons
- 4  Paolo Scatà
- 23  Simone Vignolo
- 69  Alessandro Viglianco
- 11  Joel Salonen
- 48  Massimiliano Ronzino
- 77  Alessandro Marchis
- 22  Luca Censullo
- 5  Fabrizio Castagneri
- 12  Enrico Botto
- 8  Gioele Blardone
- 1  Stefano Cervar
- 71  Alberto Fadini
- 20  Fabrizio Grassi
- 88  Lorenzo Galbalma
- 46  Davide Ferrero
- 25  Dario Piccione

### Allenatore
Head Coach
- Zdeněk Kudrna

Allenatore Portieri
- Mirko Bianchi

## Allenatori
- 2003-2010 - Marco Scapinello (settore giovanile)
- 2002-2005 - Massimo Da Rin
- 2011-2013 - Luca Rivoira
- 2013-oggi - Zdeněk Kudrna

## Arena
- fino al 2006 - Torino Esposizioni
- dal 2011 - Palasport Tazzoli